# Bivacco Del Piero
Il Bivacco Gianpaolo Del Piero è un bivacco alpino, sito nel comune di Valfurva. È ubicato a 3180 metri d'altezza sul livello del mare, tra il Monte Confinale e la Cima della Manzina, nelle Alpi dell'Ortles, una quarantina di metri circa ad est della sella quotata 3166 metri, massima depressione tra le due cime stesse.

## Accesso
Partendo da Bormio, si raggiunge Santa Caterina Valfurva attraverso la strada provinciale 29, seguendo poi verso i Forni.
Si accede al bivacco dalla Valfurva, partendo dal Rifugio Forni. Si ascende da un sentiero in direzione nord, nella Valle della Manzina, sino al Lago della Manzina, collocato a 2785 metri. Dal lago si sale ulteriormente in direzione ovest, tra massi erratici e valioncelli, sino al raggiungimento della conca glaciale. Si percorre la conca sino alla forcella del Monte Confinale, ove è adagiato il bivacco.

## Caratteristiche
Nel bivacco sono presenti 9 posti letto. È presente un fornelletto a gas.

## Nome
Il bivacco è dedicato a Giampaolo Del Piero (1954-1972) deceduto all'età di 18 anni, assieme al compagno di cordata Alfonso Gagliardini, sulla cresta est della Cima Kennedy nel gruppo del Monte Disgrazia.